# Drew Ginn
Drew Ginn, född den 20 november 1974 i Leongatha i Australien, är en australisk roddare.
Han tog OS-silver i fyra utan styrman i samband med de olympiska roddtävlingarna 2012 i London.